# Karin Junek
Karin Frida Junek Frantzen, coniugata Seminario (Oxapampa, 28 dicembre 1955), è un'ex cestista peruviana.

## Carriera
Con il Perù ha preso parte ai Campionati mondiali del 1983.